# Francesc Solana
Francesc Xavier Solana Tomás (Lleida, 3 gennaio 1972) è un ex cestista spagnolo.

## Carriera
Con la Spagna ha disputato i Giochi del Mediterraneo di Bari 1997.

## Palmarès

### Squadra
- Copa Príncipe de Asturias: 1

Fuenlabrada: 2005
- Liga catalana: 1

Girona: 1996

### Individuale
- Liga LEB MVP finali: 1

Fuenlabrada: 2004-05